# 王兵 (1947年)
王兵（1947年10月—2020年2月18日），女性，籍贯湖南湘潭，生前在武汉市洪山区王兵西医内科诊所执业。其参与了2019冠状病毒病武汉市疫情的防治工作，知名于在疫情期间坚持在诊所看诊，但因感染2019冠状病毒病去世。逝世後获得烈士、“全国卫生健康系统新冠肺炎疫情防控工作先进个人”及全国三八红旗手称号。